# Ocyceros
Az Ocyceros a madarak osztályának szarvascsőrűmadár-alakúak (Bucerotiformes) rendjébe és a szarvascsőrűmadár-félék (Bucerotidae) családjába tartozó nem.

## Rendszerezésük
A nemet Allan Octavian Hume brit zoológus írta le 1873-ban, az alábbi fajok tartoznak ide:
- indiai szürketokó (Ocyceros birostris)
- malabári szürketokó (Ocyceros griseus)
- Srí Lanka-i szürketokó (Ocyceros gingalensis)

## Előfordulásuk
Ázsia déli részén honosak. Természetes élőhelyeik a szubtrópusi és trópusi esőerdők, erdők és szavannák, valamint emberi környezet. Állandó, nem vonuló fajok.

## Megjelenésük
Testhosszuk 45-50 centiméter körüli.